# Арбакл, Роско
Роско Конклинг «Толстяк» Арбакл (в некоторых источниках Ро́ско А́рбэкль, англ. Roscoe Conkling "Fatty" Arbuckle, 24 марта 1887 — 29 июня 1933) — американский актёр немого кино, комик, режиссёр и сценарист. Начинал в Selig Polyscope Company. Позже, в Keystone Studios, работал с Мэйбл Норманд и Гарольдом Ллойдом, а также Чарли Чаплином, Бастером Китоном и Бобом Хоупом.
Арбакл был одним из самых популярных и высокооплачиваемых голливудских актёров немого кино первых двух десятилетий XX века. В 1921 году по контракту с Paramount Pictures его гонорар составлял 1 000 000 долларов в год.
В сентябре 1921 года во время уикенда в честь празднования Дня труда, знакомая Арбакла актриса Вирджиния Рапп заболела и через несколько дней умерла в госпитале. Роско обвинили в изнасиловании и непреднамеренном убийстве Рапп. Дело получило широкую огласку, фильмы Роско были запрещены, его карьера угасла, а он сам был публично унижен.
Хотя Арбакл был оправдан судом присяжных, который принес ему письменное извинение, а запрет на его фильмы формально был снят, скандал всё же затмил все достижения актёра в комедийном кино. За год до смерти Роско в 1933 году состоялось его кратковременное возвращение в кино как актёра.

## Детство
Роско Арбакл родился 24 марта 1887 года в Канзасе, и был одним из девяти детей в семье Молли и Уильяма Гудрича Арбакла. При рождении он весил 13 фунтов (5,9 кг) и, поскольку его родители не были полного телосложения, Уильям полагал, что Роско не его ребёнок. Это недоверие побудило его назвать ребёнка в честь политического деятеля (и печально известного бабника), которого он презирал, Республиканского сенатора Роско Конклинга. Рождение Роско было травмирующим для Молли, что привело к хроническим проблемам со здоровьем, которые внесли свой вклад в её смерть 12 лет спустя.
У Арбакла был «замечательный» голос и он был очень проворен. С 8 лет, поощряя его увлечение, мать стала водить его в театры, вплоть до своей смерти в 1899 году, когда Арбаклу было 12 лет. Отец, всегда относившийся к нему жёстко, отказался поддерживать его и Арбакл отправился работать уборщиком в гостинице. Роско имел привычку петь во время работы и однажды его услышал один из клиентов, который будучи профессиональным певцом незамедлительно пригласил Арбакла выступить в любительском шоу талантов. На этом шоу подросток пел, танцевал и даже показал несколько пародий, но не производил впечатления на судей до тех пор пока не увидел, как подвешенный к потолку крюк полетел на него, и ему пришлось кувыркнуться в оркестровую яму во избежание травм. Судьи были в панике. Но, несмотря на это, Арбакл не только выиграл шоу, но и начал карьеру в водевиле.

## Карьера
В 1904 году Сид Громан пригласил Арбакла петь в его новом театре в Сан-Франциско, и это стало началом долгой дружбы между ними. Позже он присоединился к группе театра Пантэйджеса, которая гастролировала по Западному побережью США и в 1906 году он уже играл в театре Орфеум в труппе которую организовал Леон Эррол. Арбакл стал главным актёром, и труппа взяла его с собой в турне.
6 августа 1908 года Арбакл женился на актрисе Минте Дёрфи. Дёрфи была звездой многих комедий того времени, и часто снималась вместе с Арбаклом. Они были очень странной парой, поскольку Минта была миниатюрная и хрупкая, в то время как Арбакл — был высоким и большим. Вскоре Роско присоединился к труппе водевиля Бербанка Мороско, в составе которой отправился в тур по Китаю и Японии, завершившийся в 1909 году.
Свою карьеру в кино Арбакл начал в июле 1909 года, в «Selig Polyscope Company», появившись в фильме «Ребенок Бена». В 1913 году перешёл в Universal Studios, сыграв главного героя комедии Мака Сеннета Keystone Cops (Согласно документам киностудии на 1919 и 1921 год, во время съёмок Арбакл зарабатывал по $3 в день, и постепенно шёл к тому чтобы стать ведущим актёром и режиссёром). Хотя большой вес Арбакла был частью его амплуа, он стеснялся этого и отказывался фигурировать в «дешёвых» сценах. Например, он не мог позволить себе застрять в дверном проёме или в стуле.
Роско Арбакл был талантливым певцом. Когда тенор Энрико Карузо услышал как тот поёт, то стал убеждать комика: «Бросайте эту ерунду, которой вы зарабатываете себе на жизнь, с моим обучением вы можете стать вторым великим певцом в мире».

## Карьера на экране

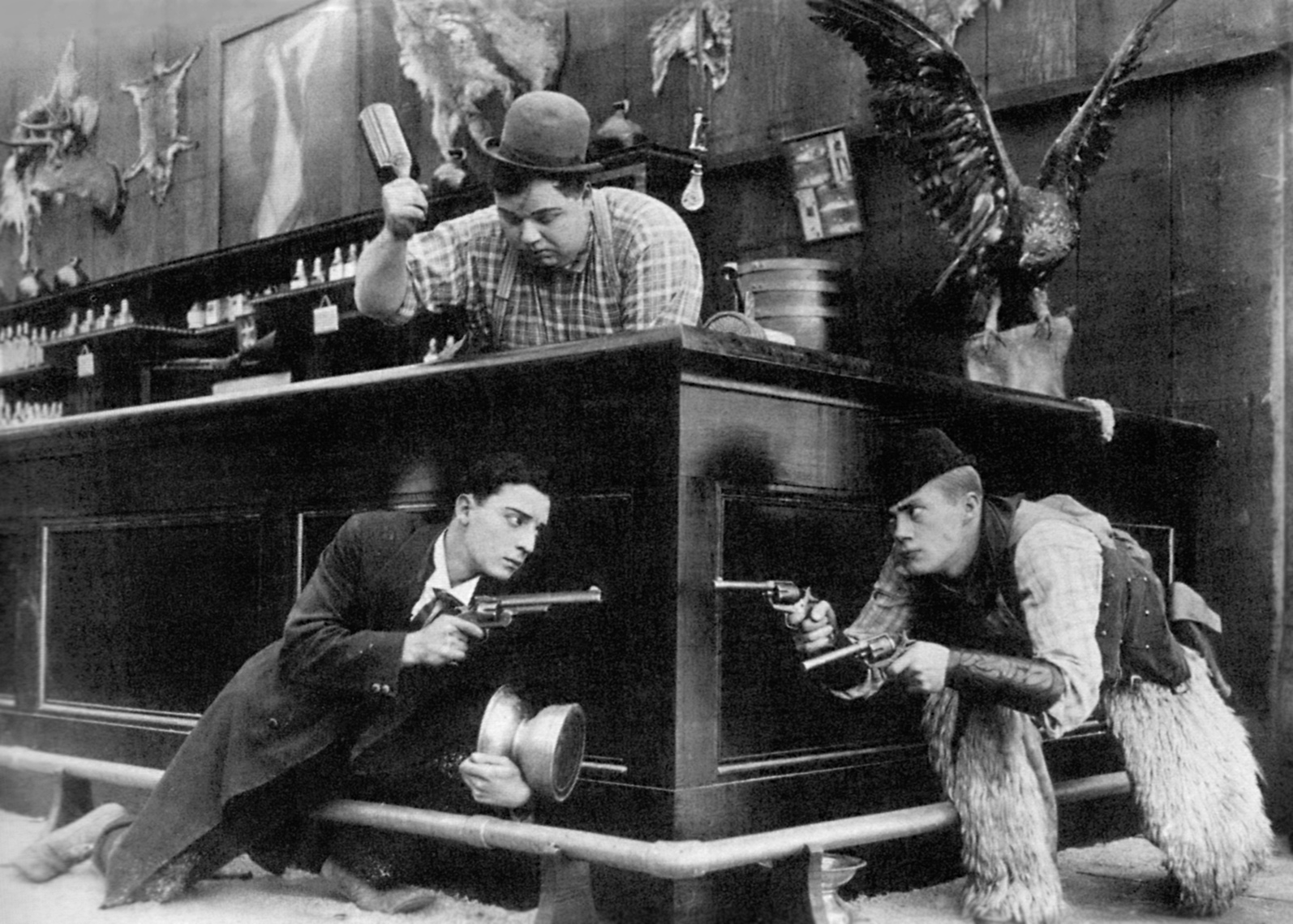
Племянник Арбакла Эл Сент-Джон (внизу, справа), Бастер Китон (внизу, слева) и Роско Арбакл (сверху) в фильме «Странный Дикий Запад» (1918)

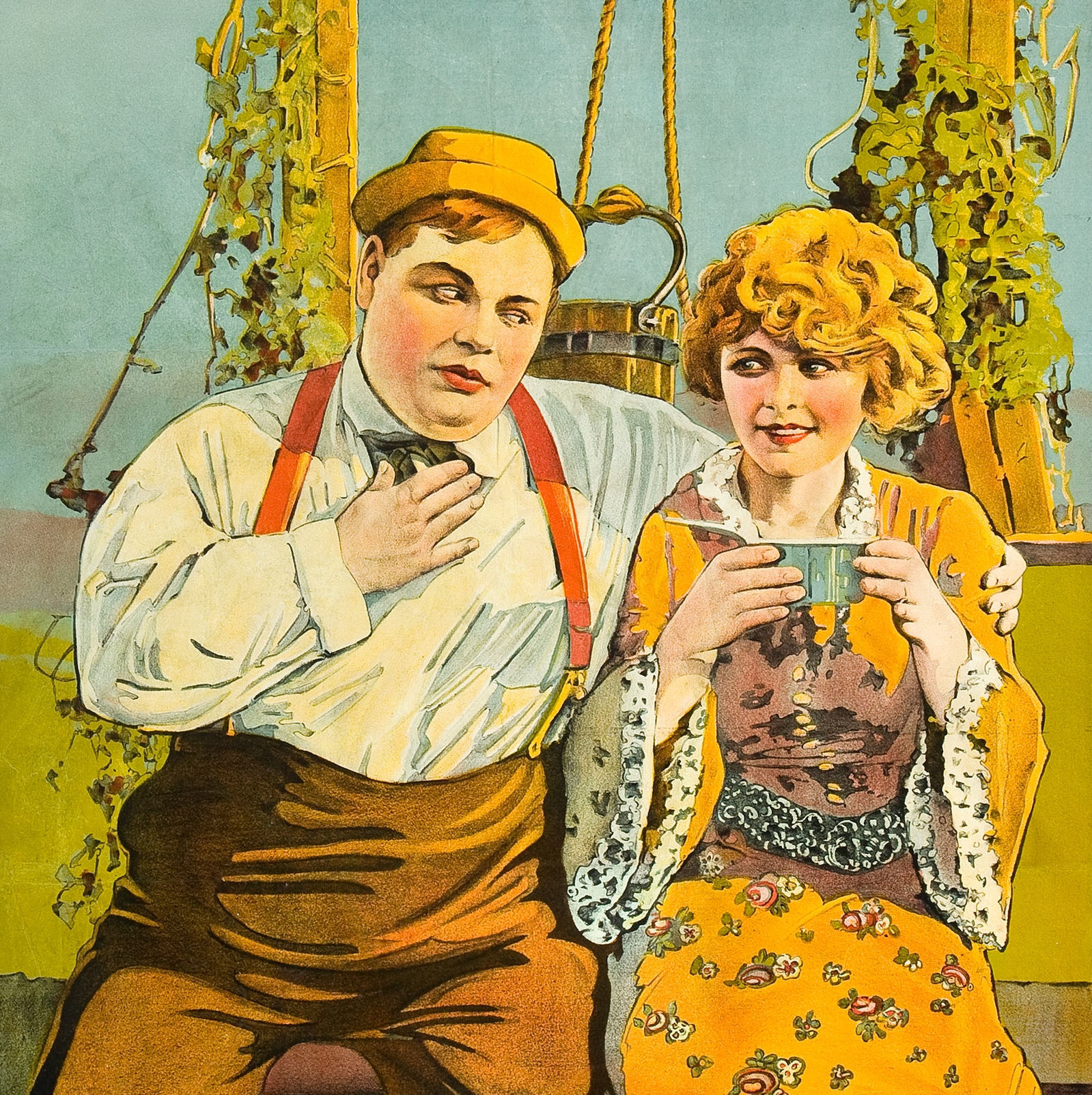
С Винифред Уэстовер на постере фильма «Любовь» (1919)

Несмотря на свой массивный внешний вид, Арбакл был очень проворным и гибким, как акробат. Мак Сеннет, вспоминая свою первую встречу с Арбаклом говорил, что он «поднялся по карьерной лестнице так легко, как Фред Астер», и «без предупреждения вышел в свет под аплодисменты, сделал обратное сальто, так же изящно как девушка». Его комедии были отмечены как «веселые» и «динамичные», в них было много сцен с погонями и преследованиями, но главной особенностью были визуальные эффекты. Арбакл очень любил известный трюк «метание торта», клише всех комедий того времени, неизменно вызывавший смех в эпоху немого кино. Самая известная кинофиксация этого произошла в июне 1913 года на съёмочной площадке фильма «Шум из глубины», когда пирог в лицо Арбакла бросила его партнёрша Мэйбл Норманд. (Впервые этот трюк на экране был использован Беном Тёрпином, но известен он стал лишь после того, как его использовала Норманд).
В 1914 году Paramount Pictures, сделала Арбаклу неслыханное, на тот момент, предложение — $1000 в день, плюс 25 % от всей прибыли и полную свободу действий, чтобы снять фильмы с участием Арбакла и Норманд. Кинофильмы были настолько популярными и прибыльными, что в 1918 году ему предложили 3-летний контракт на сумму $3 миллиона ($43 057 003 по нынешним деньгам).
К 1916 году лишний вес и пристрастие к алкоголю привели Арбакла к серьёзным проблемам со здоровьем. Инфекция стала причиной карбункула на ноге, его состояние было настолько плохим, что врачи предполагали ампутацию. Арбакл вылечился, потеряв 80 фунтов (36 кг) и стал весить 266 фунтов (120 кг) но пристрастился к морфию, который ему давали доктора во время болезни, чтобы облегчить боль.
После своего выздоровления Арбакл создал собственную кинокомпанию «Comique», в содружестве с Джозефом Шенком. Хоть «Comique» и произвела некоторые из лучших короткометражных картин, в 1918 году Арбакл передал управление компанией Бастеру Китону и свой контракт с Paramount на сумму $3 миллиона, а также право снять до 18 художественных фильмов в течение 3-х лет.
Арбакл очень не любил своё прозвище, «Фатти» (Толстяк), данное ему ещё в школе из-за существенно большого веса. «Это было неизбежно», говорил он. Роско в 12-летнем возрасте весил 185 фунтов (84 кг). Однако его прозвище отображало персонажей Арбакла, которых он демонстрировал на экране, — наивный деревенщина. Когда Арбакл играл женщину, его называли «Мисс Фатти», как в фильме «Приморские возлюбленные мисс Фатти». В жизни Арбакл просил всех, чтобы они не обращались к нему по имени «Фатти», и когда к нему так обращались, его обычным ответом было: «У меня есть имя, и вы его знаете.»

## Наставничество

### Чарли Чаплин
После того, как британский актёр Чарли Чаплин пришёл в «Keystone Studios» в 1914 году, Арбакл стал его наставником. Своего самого известного персонажа, Бродягу, Чарли придумал после того как Арбакл создал торговую марку «balloon» (Воздушный шар) — мешковатые штаны, большие ботинки и маленькая шляпа.

### Бастер Китон
Арбакл дал Бастеру Китону его первую работу в кино, в 1917 году в короткометражном фильме «Помощник мясника». Вскоре они стали постоянными партнёрами на экране, где невозмутимый Бастер резво участвует во всех приключениях Роско. Когда Арбакл перешёл на производство полнометражных фильмов, Китон унаследовал его компанию короткометражных картин «Comique», после чего начал собственную карьеру, как звезда комедий. Арбакл и Китон оставались близкими друзьями, даже когда Арбакла настигла трагедия, депрессия и крах его карьеры. В своей биографии Китон описал веселый характер Роско и его любовь к розыгрышам, включая несколько искусно продуманных схем, две из которых были успешны в различных студиях Голливуда.

### Боб Хоуп
Арбакл также помог Бобу Хоупу в его прорыве в шоу-бизнес. В 1927 году Арбакл пригласил Хоупа быть ведущим на премьере одной из его комедий в Кливленде. Также Роско дал ему имена и телефоны своих друзей в Голливуде, порекомендовав ему отправиться «на запад».

## Скандал с Вирджинией Рапп
5 сентября 1921 года Арбакл взял себе несколько выходных. И несмотря на ожоги второй степени, которые он получил во время съёмок своего полнометражного фильма, он отправился отдохнуть с друзьями Лоуеллом Шерманом (актёр/режиссёр) и Фредом Фишбаком (оператор). Они забронировали три номера в отеле «Westin St. Francis»: 1219 (Арбакл и Фишбак), 1220 (пустая) и 1221 (Шерман). 1220 комнату они забронировали как дополнительный номер, для вечеринок, куда пригласили для компании несколько женщин.
Во время вечеринки в комнате 1219 была найдена 30-летняя начинающая актриса Вирджиния Рапп в очень плохом состоянии. Она была обследована доктором гостиницы, который сделал заключение, что причиной её состояния был алкоголь, и дал ей морфий, чтобы улучшить её состояние. Спустя два дня после инцидента Рапп была госпитализирована.
Фактически, Вирджиния Рапп уже была весьма больной женщиной. Она страдала от хронического цистита, который обострялся каждый раз, когда она выпивала. Её вредные привычки и употребление низкокачественного контрабандного алкоголя плохо сказывались на её и без того плохом здоровье. Она заработала себе плохую репутацию, когда выпивала много алкоголя на вечеринках, а затем пьяная разрывала на себе одежду. И к тому времени (случай в отеле «Westin St. Francis») её здоровье очень сильно пошатнулось. Она сделала несколько абортов в течение нескольких лет, качество медицинской помощи при таких процедурах было весьма низким, и она готовилась сделать ещё один (или, более вероятно, уже сделала), чтобы не потерять своего бойфренда режиссёра Генри Лермана.
Журналист Энди Эдмондс предположил, что в течение невинного развлечения Арбакл, возможно, мог случайно ударить мисс Рапп коленом. И если она за несколько дней до этого подверглась некачественному аборту, то удара было достаточно, чтобы нанести вред её внутренним органам. Это также объясняло заявление, которые сделала Рапп в безумии на вечеринке: «Арбакл сделал это» и «Он сделал мне больно», не обвиняя его при этом ни в каком изнасиловании или нападении на неё.
В больнице подруга Рапп на вечеринке, Бамбина Мод Делмонт, сказала доктору, что Арбакл изнасиловал её подругу. Доктор обследовал Рапп, но не обнаружил никаких следов изнасилования. Рапп умерла спустя день после госпитализации от перитонита, вызванного разрывом мочевого пузыря. Делмонт тогда сказала полиции, что Арбакл изнасиловал Рапп, и полиция пришла к выводу, что грузное тело Арбакла и привело, в конечном счете, к разрыву пузыря. Позже, на пресс-конференции, менеджер Рапп, Эл Симнейкер обвинил Арбакла в использовании кусочков льда, для имитации секса с Вирджинией, что и привело к травмам. Очевидцы происшествия свидетельствовали, что Арбакл протирал кусочками льда живот Рапп, чтобы ослабить её боль. Сам Арбакл отрицал все обвинения в свой адрес, а позже он сделал заявление, что полиция вымогала деньги у его адвокатов.
Самым тяжёлым испытанием стало для Арбакла всеобщее внимание со стороны СМИ. Международный концерн Уильяма Херста преувеличил эту историю, что окончательно разрушило карьеру Арбакла. Жёлтая пресса называла Арбакла грубым развратником, который пользовался своей силой, чтобы насиловать невинных девушек. В действительности же Арбакл был добродушным человеком, который был настолько застенчив с женщинами, что был охарактеризован как «самый скромный человек в кино». Херст был доволен скандалом, и позже признался, что «из-за этого случая продал так много газет, сколько не продавал с тех пор, как затонул лайнер Лузитания». Общественность настаивала на том, чтобы Арбакла приговорили к смертной казни, и руководители студии приказывали друзьям Арбакла (чьи карьеры они контролировали) не выступать публично в пользу Роско. Чарли Чаплин в то время был в Англии, а Бастер Китон все же сделал публичное заявление в поддержку своего друга. Киноактер Уильям Харт, который никогда даже не работал с Арбаклом, выступил с заявлением, в котором было сказано, что Роско виновен в смерти Вирджинии Рапп.

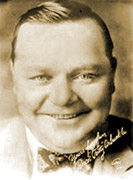
Роско Конклинг Арбакл (1887—1933)

Окружной прокурор Сан-Франциско Мэтью Брэди (выступавший на стороне обвинения в суде), амбициозный и честолюбивый человек, который планировал баллотироваться в губернаторы, оказывал давление на свидетелей, чтобы те давали ложные показания. Брэди также использовал как свидетеля Бамбину Делмонт во время суда. Хоть судья и угрожал Брэди увольнением, он отказался разрешить Делмонт принять другую точку зрения и свидетельствовать в пользу подсудимого. У Бамбины Делмонт был длинный список судимостей: рэкет, двоебрачие, мошенничество, вымогательство, предположительно, что она зарабатывала себе на жизнь, соблазняя мужчин и фотографируя их, чтобы использовать эти фото в качестве шантажа. Защита так же получила письмо с признаниями Делмонт, что она вымогала деньги у Арбакла. С учётом её постоянно меняющихся показаний они не были засчитаны судом, и в конечном счете судья не нашёл никаких доказательств насилия. После показаний одного из гостей Зея Превона: «На смертном одре Рапп сказала, что это Роско травмировал её», судья постановил — признать Арбакла виновным в предумышленном убийстве. Брэди изначально добивался смертной казни. Но позже обвинение было уменьшено до причинения смерти по неосторожности (manslaughter).

### Первый судебный процесс
Тогда Арбакл был арестован по обвинению в убийстве, но отпущен под залог после почти 3-х недель пребывания в тюрьме. Первое судебное заседание произошло 14 ноября 1921 года в городском здании суда в центре Сан-Франциско. В начале заседания Арбакл сказал своей жене Минте Дёрфи, которая на тот момент уже жила отдельно, что он не причинил никакого вреда Рапп, она ему поверила и регулярно поддерживала его в судебных разбирательствах. Общественность была настроена настолько негативно, что позже, когда Дёрфи заходила в здание суда, в неё стреляли.
Окружной прокурор Сан-Франциско Мэтью Брэди включил в список свидетелей: модель Бэтти Кэмпбелл, присутствовавшую в той гостинице 5 сентября, и сказавшую что видела Арбакла с улыбкой на лице после того, как произошло предполагаемое изнасилование; медсестру Грэйс Хэлтсон, которая свидетельствовала, что Арбакл действительно изнасиловал Рапп, и избивал её во время процесса; и доктора Эдварда Хенриха, местного криминалиста, который утверждал, что нашёл отпечатки пальцев Арбакла, измазанные кровью Вирджинии Рапп на двери ванной комнаты в номере1219. Доктор той гостиницы Артур Бердсли, свидетельствовал, что вероятно внешние силы повредили мочевой пузырь актрисы. В ходе перекрёстного допроса, Бэтти Кэмпбэлл, сказала, что Брэди угрожал ей обвинением в лжесвидетельстве, если она не будет свидетельствовать против Арбакла. Утверждения доктора Хенриха о том, что он нашёл отпечатки пальцев, было поставлено под сомнение, после того как адвокат Арбакла Гэвин МакНэб предоставил показания горничной гостиницы «Westin St. Francis», что она убирала комнату до того как было произведено расследование, и не нашла никакой крови на двери ванной. Доктор Бердсли показал, что никогда не упоминал, что Вирджиния Рапп подверглась каким либо нападениям в тот день. МакНэб смог добиться показаний медсестры Хэлтсон, что разрыв пузыря мог быть результатом рака. А синяки на её теле были результатом тяжёлых украшений, которые актриса носила в тот вечер. Так же МакНэб вызывал различных экспертов патологии, которые свидетельствовали, что, в то время как пузырь Вирджинии разорвался — это было доказательством хронического воспаления, и не было никаких доказательств каких-либо патологических изменений, предшествующих разрыву, другими словами, причиной разрыва были вовсе не внешние силы.
Принимая показания последнего свидетеля защиты, Арбакл был простым, прямым и невозмутимым во время прямого и перекрёстного допросов. В своих показаниях Арбакл утверждал, что вошёл в комнату для вечеринок около полуночи, и через некоторое время Мэй Тоб (невеста Билли Сандэя]) стала спрашивать у него про поездку в город, поэтому он отправился в комнату (1219), чтобы переодеться и обнаружил Рапп в туалете, её тошнило. Арбакл утверждал, что Рапп сказала ему, что чувствует себя плохо и попросила его помочь ей прилечь, и что он отнес её в спальню и попросил нескольких гостей с вечеринки помочь осмотреть её. Чтобы привести Рапп в чувства, они поместили её в ванну прохладной воды. Потом Арбакл и Фишбак отнесли её в номер 1227 и вызвали оттуда менеджера отеля и врача. После того, как врач осмотрел Рапп и сказал, что она просто пьяна, Арбакл поехал с Тоб в город. Зрители зала суда, большинство которых были поклонниками и сторонниками Арбакла, по сообщениям, освистывали и глумились над Брэди и над большинством свидетелей, которые обвиняли Роско во время процесса, и они так же стоя аплодировали Арбаклу, после того как тот дал свои показания.
Сторона обвинения предоставила медицинские описания мочевого пузыря Рапп, как доказательство того что она была больна. В своих показаниях Арбакл спокойно заявлял, что он ничего не знал о её болезни. В ходе перекрёстного допроса Брэди настойчиво утверждал, что Арбакл отказался вызвать доктора, потому что знал о болезни Рапп и видел в этом прекрасную возможность убить её.
Судебные разбирательства длились более двух недель, было опрошено 60 свидетелей обвинения, включая 18 докторов, которые свидетельствовали о болезни Рапп. 4 декабря 1921 года присяжные зашли в тупик после 44-х часов обсуждения. 
Члены суда присяжных позже рассказали, что одна из них по имени Элен Хаббард, конфиденциально сообщила им, что будет голосовать за виновность, до тех пор, пока «ад не замёрзнет», и что она отказалась обсуждать причины, повлиявшие на её решение. Все остальные голосовали за то, чтобы оправдать Арбакла, но лишь один присяжный присоединился к решению Хаббард (её муж был адвокатом и имел свой офис). Выяснилось так же, что Хаббард была членом первого Калифорнийского регента, феминистской организации «Дочери американской революции». Согласно американскому социологу Гэри Алану «реакция на арест Арбакла была связана с рождением политики начала 1920-х годов», и действительно Хаббард упомянута в прессе как представитель женского сообщества. Эксперт описывал её как «золотисто-каштановая Амазонка, сочетающая в себе уверенную в равные права (между мужчиной и женщиной) домохозяйку».

### Второй судебный процесс
Второе судебное заседание началось 11 января 1922 года с другими присяжными, но с тем же судьёй, адвокатом и стороной обвинения. Были предъявлены те же доказательства, но на этот раз один из свидетелей Зей Превон, заявил что окружной прокурор Брэди вынудил его врать. Другой свидетель, который утверждал, что Арбакл подкупил его, оказался сбежавшим заключенным, обвинённым в нападении на 8-летнюю девочку, которому обещали сократить срок. Далее, в отличие от первого суда, детально были разобраны аморальное поведение, распущенность и пьянство Рапп. Также во время второго суда была дискредитирована главная улика — идентификация отпечатков пальцев Арбакла на двери ванной комнаты. Хенрих отказался от показаний данных ранее, и сказал, что отпечатки пальцев, вероятно, были фальшивыми. Защита была настолько уверена в оправдании, что Арбакла не вызвали для дачи показаний. Адвокат Арбакла МакНэб, только сделал заключительный аргумент присяжным. Однако, некоторые присяжные заседатели, восприняли отказ Арбакла от дачи показаний, как признак вины. После более чем 40 часов обсуждения присяжные снова зашли в тупик.

### Третий судебный процесс. Оправдание.
Ко времени третьего суда, фильмы Арбакла были запрещены к показу, последние семь месяцев газеты были заполнены рассказами о предполагаемых Голливудских оргиях, убийствах и сексуальных извращениях. Бамбина Делмонт путешествовала по стране как «женщина, которая подписала обвинительный приговор в убийстве, против Арбакла», она читала лекции о вреде Голливуда.
Третье судебное заседание началось 13 марта 1922 года, и на сей раз сторона защиты сильно рисковала. МакНэб взялся за агрессивную защиту, он полностью опровергал все обвинения. На этот раз Арбакл дал свои показания, вновь рассказав свою версию о событиях в гостинице. Адвокату Арбакла удалось заполучить ещё больше доказательств о прошлом Вирджинии Рапп, и они были рассмотрены окружным прокурором Мэтью Брэди, которому стало неловко за поддержку нелепых обвинений высказанных Бамбиной Делмонт. МакНэб в своём длинном заключении полностью дезавуировал её показания и охарактеризовал Делмонт как «свидетеля, который свидетелем и не был». Ключевой свидетель Зей Превон, не смог дать свои показания, так как на тот момент отсутствовал в стране. 12 апреля, присяжные начали обсуждение, и заняло это всего 6 минут, чтобы вынести единогласный вердикт — не виновен. Пять минут, из которых ушло на то, чтобы написать извинение за резкие движения в американском правосудии. Извинение присяжных, которое было зачитано:
Оправдания не достаточно для Роско Арбакла. Мы чувствуем, что отнеслись несправедливо по отношению к нему... ведь в обвинении не было ни малейших доказательств, которые могли бы хоть каким-либо образом обвинить его в совершении этого преступления. Он очень мужественно рассказал нам истинную историю, в которую мы не верили. Мы желаем ему успеха, и надеемся, что американский народ положительно воспримет решение четырнадцати мужчин и женщин, что Роско Арбакл невиновен и с него сняты все обвинения.
Позже некоторые эксперты пришли к выводу, что возможно пузырь Рапп был разорван в результате аборта, который она, возможно, сделала перед вечеринкой 5 сентября 1921 года. Органы Рапп были повреждены, и уже невозможно было проверить её на беременность. Арбакл был вынужден признать себя виновным по одному пункту обвинения, поскольку на вечеринке употребляли алкоголь (в нарушение «сухого закона»), поэтому должен был заплатить штраф $500 ($6 746 с поправкой на инфляцию в 2012). Ко времени своего оправдания Арбакл был должен более чем $700 000 (приблизительно $9 444 583 с поправкой на инфляцию) на оплату услуг его адвокатов за три судебных заседания, и он был вынужден продать дом и коллекцию своих машин, чтобы оплатить часть долга.
Несмотря на то, что с Арбакла были сняты все обвинения, скандал и судебные разбирательства испортили его репутацию и он перестал быть любимцем публики. Уилл Хейс, который был главой недавно образовавшейся Американской ассоциации кинокомпаний (см. Кодекс Хэйса), говорил про Арбакла как о плохом примере морали в Голливуде. 18 апреля 1922 году, спустя 6 дней после оправдания Арбакла, Хэйс запретил Арбаклу когда-либо работать в американском кино. Он так же попросил отменить все показы и заказы его фильмов. В декабре того же года, Хэйс сам снял запрет на его фильмы, но Арбакл в течение долгого времени не мог найти себе работу в качестве актёра. Большинство кинотеатров по-прежнему отказывались от фильмов Арбакла, поэтому многие из них теперь не имеют хороших копий и неповреждённых оригиналов. Единственный полнометражный фильм, который остался целым — Високосный год, который Paramount Pictures не стала выпускать в США из-за скандала. Но фильм все-таки был выпущен в Европе.

### Аналогичные скандалы
Скандал с Арбаклом был одним из пяти громких скандалов Paramount Pictures того времени. В 1920 году актриса немого кино Олив Томас умерла после того как случайно выпила большую дозу хлорида ртути, предназначавшегося для её мужа Джека Пикфорда, которым он лечил хронический сифилис.
В феврале 1922 года убийство режиссёра Уильяма Десмонда Тейлора эффектно закончило карьеры двух актрис — Мэри Майлз Минтер и бывшей партнёрши Арбакла Мэйбл Норманд.
В 1923 году актёр/режиссёр Уоллес Рид скончался от наркотической зависимости к морфию, который ему прописали в качестве болеутоляющего.
В 1924 года актёр, сценарист и режиссёр Томас Инс умер при загадочных обстоятельствах на борту яхты Уильяма Херста.

## После суда
Арбакл пытался вернуться в кино, но разрешение на распространение его картин задерживалось после его оправдания. Арбакл начал пить. Его бывшая жена говорила тогда: «Кажется, что Роско находит утешение и комфорт только с бутылкой».
Бастер Китон пытался помочь своему другу, давая Арбаклу работу в своих фильмах. Арбакл написал сценарий для короткометражного фильма Китона «Сны наяву». Так же Арбакл был сорежиссёром некоторых сцен в фильме «Шерлок-младший», но неизвестно какие из этих сцен вошли в окончательный монтаж фильма.
В 1925 году Картер Дехейвен снял короткометражный фильм «Изучение характера», в котором Арбакл появился вместе с Бастером Китоном, Гарольдом Ллойдом, Рудольфом Валентино, Дугласом Фэрбенксом и Джеки Куганом.

### Псевдоним «Уильям Гудрич»
В итоге Арбакл нашёл работу как режиссёр под псевдонимом Уильям Гудрич. Согласно книге Дэвида Яллопа «День, когда смех прекратился» (биография Арбакла в которой уделили особое внимание скандалу и его последствиям), полное имя отца Арбакла — Уильям Гудрич Арбакл. По неподтвержденной легенде, Китон предлагал Арбаклу стать режиссёром под псевдонимом Уилл Б. Гуд (англ. Will B. Good, что созвучно с англ. will be good — «будь хорошим»). Игра слов была слишком очевидной, поэтому Арбакл взял более формальный псевдоним — Уильям Гудрич.
В середине и конце 1920-х и вначале 1930-х годов под этим псевдонимом Арбакл снял множество комедий для студии Educational Pictures, которая производила малоизвестные комиксы. Актриса Луиза Брукс, которая снималась в фильме «Винди Райли едет в Голливуд», сказала Кевину Браунлоу:

Он не предпринял ни единой попытки, чтобы направить картину в нужное русло. Он сидел в своём кресле как мертвый. Он был очень славным и мертвецки спокойным после того скандала, что разрушил его карьеру. Но это было так удивительно для меня начать работать над этой разбитой картиной — и обнаружить, что режиссёр — это великий Роско Арбакл. Ох, я думаю, он был восхитителен в фильмах. Он был прекрасным танцором — замечательным исполнителем бальных танцев — в расцвете лет. Это было похоже на плавание в объятьях большого пончика — действительно великолепно.

## Краткое возвращение и смерть
В 1932 года Арбакл подписал контракт с Warner Bros. на съёмки нескольких фильмов, в которых он будет играть главные роли под своим именем, эти фильмы были сняты на студии Vitaphone в Бруклине. Эти шесть короткометражных фильмов являются единственными звуковыми фильмами в карьере Арбакла. Вместе с ним в этих фильмах снялись комедийный актёр немых фильмов Эл Сент-Джон (племянник Арбакла) и актёры Лайонел Стэндер и Шемп Ховард. Фильмы были очень успешны в Америке, но когда Warner Bros. попытался выпустить один из фильмов «Эй, папа!» в Великобритании, то Британский Совет Классификации Кино, припомнив скандал десятилетней давности, отказался выпускать фильм в прокат.
28 июня 1933 года Роско Арбакл закончил снимать свой последний фильм. На следующий день он подписал контракт с Warner Bros. на съемки полнометражного фильма. Прессе Арбакл сказал: «Это лучший день в моей жизни». Но той же ночью он скончался от сердечного приступа в возрасте 46 лет. Тело Роско было кремировано, а прах был развеян над Тихим океаном.

## Личная жизнь
После суда, в ноябре 1923 года жена Арбакла Минта Дёрфи, подала на развод, окончательно они развелись в январе 1924 года. Они жили раздельно друг от друга с 1921 года, хотя Дёрфи все время утверждала, что Арбакл самый хороший человек в мире, и что они остаются друзьями.
16 мая 1925 года Арбакл женится на Дорис Дин. В 1929 году Дорис Дин предъявила иск о разводе в Лос-Анджелесе, обвиняя Арбакла в жестокости.
21 июня 1931 года Роско женится на Эдди Оукли Дюкс МакФэйл (позднее Эдди Оукли Шелдон, 1905—2003) в Эри, штат Пенсильвания.

## Наследие
Многие фильмы Арбакла, включая «Жизнь на вечеринке» сохранились только как поврежденные копии с иностранными субтитрами. В течение первых двух десятилетий Голливуда не было предпринято никаких усилий для того, чтобы сохранить хотя бы оригинальные негативы или печатные издания. Но к началу XXI века некоторые из короткометражек Арбакла (в основном те, в которых снимались Чарли Чаплин и Бастер Китон) были отреставрированы, выпущены на DVD и даже показаны по телевидению.
За свой вклад в киноиндустрию Роско Арбакл удостоен Звезды на Голливудской «Аллее славы». Она находится на Голливудском бульваре, её номер — 6701.

## В популярной культуре

### Фильмы
В 1975 году Джеймс Айвори снял фильм «Безумная вечеринка», который неоднократно, но неверно, цитировался как драматизация скандала Арбакл/Рапп. Но на самом деле фильм основан на поэме Джозефа Монсера Марча. В этом фильме Джеймс Коко играет пухлого комика немого кино по имени Джолли Гримм, чья карьера находится на закате, но он отчаянно надеется на её возобновление. Ракель Уэлч играет его любовницу, которая в конечном счёте вынуждает его в неё выстрелить. Возможно, этот фильм был вдохновлен неверными доводами вокруг скандала с Арбаклом, но все, же он не имеет ничего общего с ним.
В 1980 году в Великобритании вышел документальный телесериал «Голливуд» об эпохе немого кино, одна из серий которого посвящена Роско Арбаклу.
Комик Крис Фарли, до самой своей смерти в 1997 году, был заинтересован исполнить роль Арбакла в его биографическом фильме. По данным его биографии Шоу Криса Фарли: Биография в трех актах Фарли и сценарист Дэвид Мэмет, согласились сотрудничать вместе и, что эта роль будет первой драматической ролью Фарли.
В 2007 году режиссёр Кевин Коннор планировал снять фильм «Жизнь со стороны» (англ. The Life of the Party), основанный на жизни Арбакла. Главную роль, в котором, должен был играть Крис Кэттэн и Престон Лэйси. Однако проект некому было финансировать, и в конце 2008 году он был отложен на неопределённый срок.
В апреле-мае 2006 года Музей современного искусства в Нью-Йорке устроил показ 56 сохранившихся фильмов Арбакла длившийся месяц. В этот показ были включены такие короткометражные фильмы как «Транжиры» с Чарли Чаплином и «Простая жизнь Мэйбл и Фатти» с Мэйбл Норманд.

### Музыка и литература
Арбакл является героем романов «Я, Толстяк» Джерри Стала}. «День, когда смех прекратился» (англ. The Day the Laughter Stopped) Дэвида Яллопа и «Сфабриковано! Нерассказанная история Роско „Толстяка“ Арбакла» (англ. Frame-Up! The Untold Story of Roscoe) Энди Эдмондса, и других книг основанных на жизни Роско.
Толстяк Арбакл являлся популярной сетью американских ресторанов в Соединённом Королевстве, в течение 1980-х, названный в честь Арбакла.
Панк-группа NOFX посвятила песню Роско, под названием «Я толстяк», со своего альбома «Self Entitled», вышедшего в 2012 году.